# Chris John
Yohannes Christian "Chris" John (Banjarnegara, 14 september 1979) is een Indonesisch voormalig professioneel bokser. Hij was WBA-titelhouder in het vedergewicht.

## Carrière
John begon zijn profcarrière in 1998. Op 4 juni 2004 werd hij de "reguliere" WBA-wereldkampioen vedergewicht door Osamu Sato op punten te verslaan (Juan Manuel Márquez werd toen door deze federatie als een "super champion" beschouwd). John verdedigde vervolgens zijn titel drie keer voordat hij tegenover Márquez stond op 4 maart 2006. John won het gevecht middels een unanieme beslissing. Vervolgens verdedigde hij zijn titel tegen Renan Acosta, Jose Rojas, Zaiki Takemoto, Roinet Caballero en Hiroyuki Enoki.
Op 28 februari 2009 vocht John tegen de Amerikaan Rocky Juarez, wat eindigde in een gelijkspel. Op 19 september won hij de rematch tegen Juarez op punten. Hierna verdedigde hij zijn titel nog zes keer, waaronder een gelijkspel tegen Satoshi Hosono. 
Op 6 december 2013, tijdens zijn 52e professionele gevecht, kwam er een einde aan Johns onoverwinnelijkheid toen hij verloor van de Zuid-Afrikaan Simpiwe Vetyeka door op te geven aan het einde van de zesde ronde. Na dit gevecht beëindigde hij zijn carrière. 